# Gephyromantis azzurrae
Gephyromantis azzurrae – gatunek płaza bezogonowego z rodziny mantellowatych (Mantellidae), opisany w 2007 roku. W 2020 roku Cocca i inni zsynonimizowali ten takson z Gephyromantis corvus, jednak IUCN wciąż klasyfikuje go jako osobny gatunek.

## Występowanie
Zwierzę to jest gatunkiem endemicznym, występuje tylko w trzech miejscach na Madagaskarze położonych w północnej części masywu Isalo: Andriamanero, Iamabahatsy oraz Sakamalio.
Gatunek preferuje wysokości pomiędzy 640 oraz 689 metrów nad poziomem morza. Zasiedla on środowiska leśne, zwłaszcza lasy galeriowe, bytując w pobliżu strumieni. Zamieszkuje także rzeki, w tym płynące w kanionach. W razie zagrożenia kryje się pod kamieniami.

## Rozmnażanie
Samce nawołują, usadowiwszy się na roślinności na wysokości od pół do półtora metra. Rozwój larwalny osobników młodocianych zachodzi w strumieniach.

## Status
Uważa się, że populacja prawdopodobnie zmniejsza swoją liczebność na skutek utraty środowiska naturalnego.